# 莫日地区贝格罗勒
莫日地区贝格罗勒（法語：Bégrolles-en-Mauges，法語發音：[beɡʁɔl ɑ̃ moʒ] ⓘ）是法国曼恩-卢瓦尔省的一个市镇，属于绍莱区。

## 地理
莫日地区贝格罗勒（47°8'26"N, 0°56'29"W）面积14.62 平方千米，位于法国卢瓦尔河地区大区曼恩-卢瓦尔省，该省份为法国西部内陆省份，大致对应安茹地区，北起顺时针与马耶讷省、萨尔特省、安德尔-卢瓦尔省、维埃纳省、德塞夫勒省、旺代省、大西洋卢瓦尔省和伊勒-维莱讷省接壤。
与莫日地区贝格罗勒接壤的市镇（或旧市镇、城区）包括：埃夫尔河畔勒迈、圣莱热苏绍莱、塞夫勒穆瓦讷、拉塞吉尼耶尔、莫日地区博普雷欧。

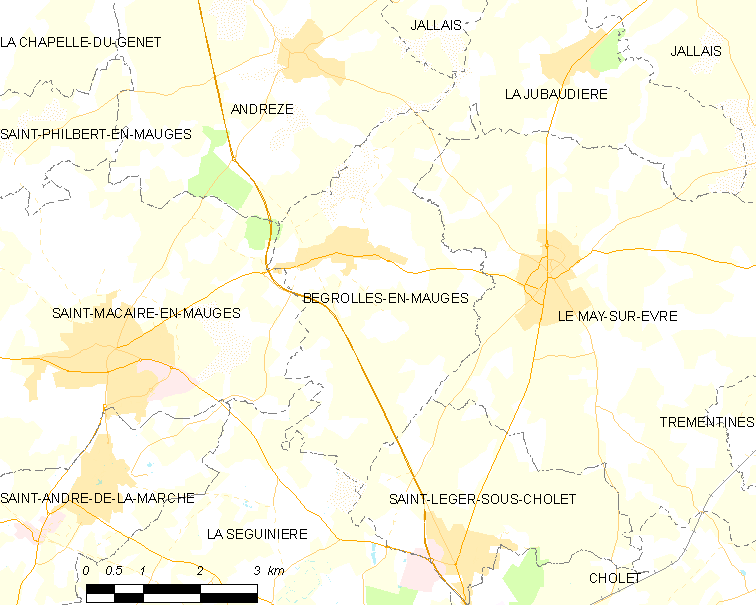
莫日地区贝格罗勒的OSM定位图

莫日地区贝格罗勒的时区为UTC+01:00、UTC+02:00（夏令时）。

## 行政
莫日地区贝格罗勒的邮政编码为49122，INSEE市镇编码为49027。

## 政治
莫日地区贝格罗勒所属的省级选区为莫日地区博普雷欧县。

## 人口

1962-2008年间莫日地区贝格罗勒人口变化图示

莫日地区贝格罗勒于2022年1月1日时的人口数量为2115人。